# Красноборская операция (1943)
Краснобо́рская опера́ция — боевые действия 55-й армии Ленинградского фронта в двух наступательных операциях (10 — 27 февраля и 19 марта — 2 апреля 1943 года) с целью совместно с войсками Волховского фронта окружить и уничтожить мгинско-синявинскую группировку 18-й немецкой армии.
Наступательные действия двух фронтов в феврале — марте 1943 года (в том числе и Красноборская операция) были осуществлены по единому плану Ставки Верховного Главнокомандования и, являясь логическим продолжением операции «Искра», одновременно были частью общего наступления советских войск на Северо-западном направлении в рамках плана «Полярная Звезда».

## Обстановка под Ленинградом к началу февраля 1943 года
Сразу после прорыва блокады Ленинграда, во второй половине января 1943 года войска 67-й и 2-й ударной продолжили наступление, но развить достигнутый успех не смогли. Вследствие этого Ставка Верховного Главнокомандования не была полностью удовлетворена результатами январского наступления. Противник продолжал удерживать в своих руках мгинско-синявинский выступ и контролировал Кировскую железную дорогу.
Поскольку общая обстановка на советско-германском фронте складывалась в пользу советской армии, Ставка решила не приостанавливать наступление под Ленинградом и, более того, предпринять в феврале общее наступление на северо-западном направлении под кодовым наименованием «Полярная Звезда». Разгром мгинско-синявинской группировки противника войсками Ленинградского и Волховского фронтов должен был способствовать действиям Северо-Западного фронта, наступление которого было намечено на 19 февраля. Итогом операции «Полярная Звезда», общее руководство которой было возложено на маршала Г. К. Жукова, должен был стать разгром группы армий «Север» и полное освобождение Ленинграда от блокады.

## План операции
1 февраля 1943 года Ставка Верховного Главнокомандования своей директивой № 30034 предписала войскам Ленинградского и Волховского фронтов «ввиду того что фронтальные удары в районе Синявино не дали до сих пор должных результатов», не прекращая наступление 67-й и 2-й ударной армий, нанести «дополнительные удары с флангов» с целью окружения мгинско-синявинской группировки противника.

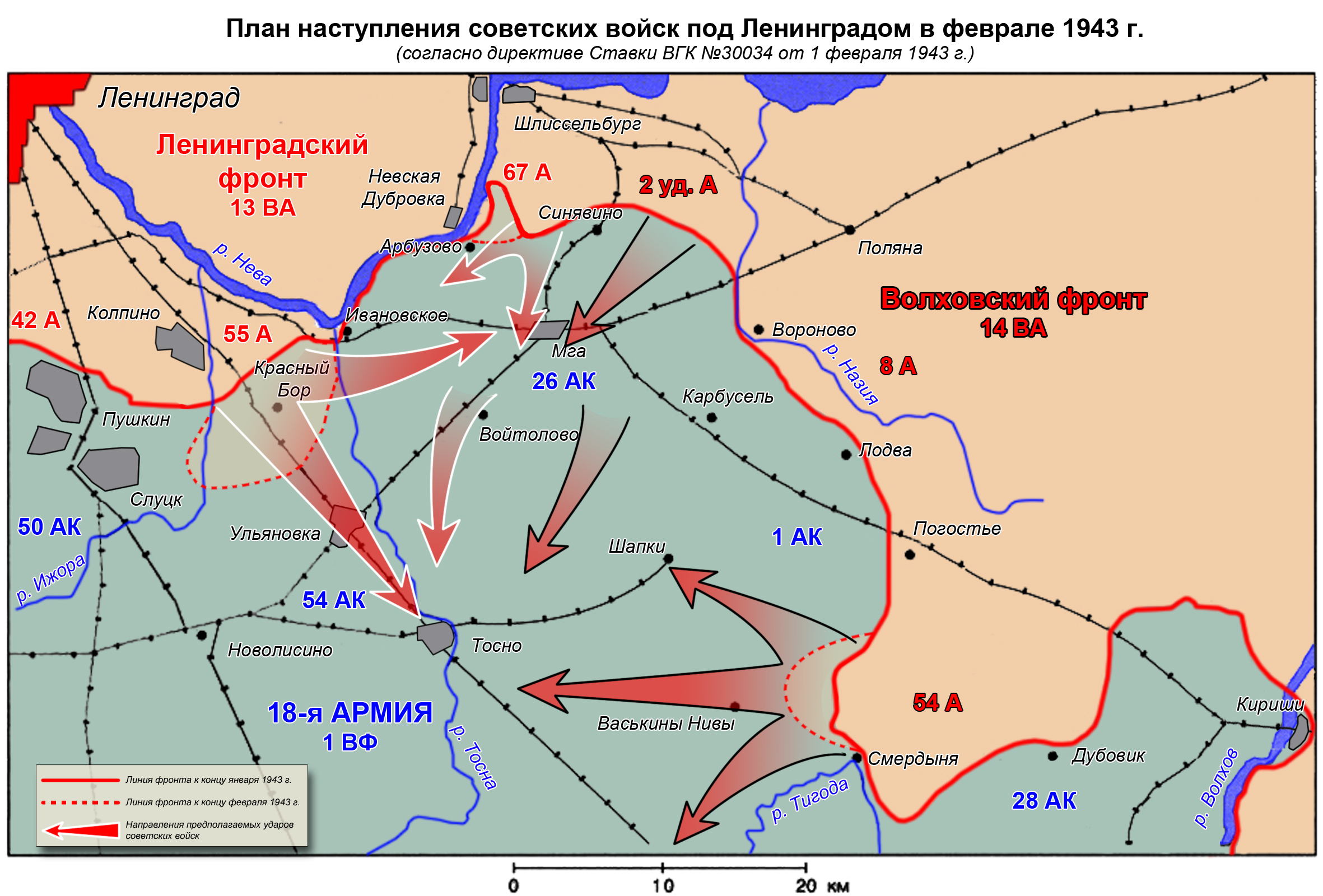
План советского наступления под Ленинградом в феврале 1943 года

Фланговые удары по мгинско-синявинской группировке противника должны были нанести 54-я армия Волховского фронта из района Смердыни в направлении Васькины Нивы — Шапки и 55-я армия Ленинградского фронта из районов Ивановское и Рождествено в направлениях Мги и Тосно. В конечном итоге войска четырёх советских армий, окружив и уничтожив мгинско-синявинскую группировку противника, должны были выйти на линию Ульяновка — Тосно — Любань.
Несмотря на масштабность планов, времени на подготовку наступления было отведено крайне мало. Командованию двух фронтов было необходимо в короткие сроки разработать детальный план предстоящего наступления, организовать ударные группировки, провести большие перегруппировки частей между армиями, обеспечить наступающие части боеприпасами, горючим, продовольствием.
Участвовавшие в прорыве блокады в составе 67-й армии 45-я и 63-я гвардейские, а также 268-я стрелковая дивизии и некоторые другие части были наспех пополнены и включены в состав 55-й армии, а 372-я стрелковая дивизия и несколько артиллерийских дивизионов 2-й ударной армии были переданы в состав 54-й армии. Серьёзные опасения вызывало и продолжение наступления 67-й и 2-й ударной армий, которые понесли большие потери, но так и не получили в должной мере пополнения в людях и технике.
Вместе с тем советское командование не без основания полагало, что наступление в январе заставило командование немецкой 18-я армии стянуть все резервы в район Мги и ослабить фланги, что породило явную недооценку противника:

Проверяя инженерные части, я заехал к командарму 55-й Владимиру Петровичу Свиридову. Он был в отличном настроении. Армейские разведчики только что взяли «языков» из 250-й пехотной испанской дивизии. Пленные подтвердили, что в Красном Бору кроме испанцев нет других пехотных или танковых частей. «Сброд, хлюпики сопливые», — сказал командарм о пленных. — «Завшивели, обмораживаются, клянут тот день, когда оказались в России… Теперь я покажу им. Как только возьмем Красный Бор, пущу стрелковую бригаду через Неву во фланг… Сейчас немцы не те, да и мы другие».
Закончить подготовку операции к 8 февраля не удалось, и начало наступления было перенесено на 10 февраля.

## Соотношение сил перед началом операции
Ударную группировку 55-й армии составили 43-я, 45-я, 63-я гвардейская стрелковые дивизии, 34-я лыжная бригада и 31-й гвардейский танковый полк прорыва — всего около 33 000 человек и 24 танка.
Остальные силы армии (5 стрелковых дивизий, 3 стрелковые и лыжные бригады) и мощная танковая группировка в составе 1-й Краснознамённой танковой бригады, 222-й отдельной танковой бригады, 46-го гвардейского танкового полка прорыва и 2 батальонов бронеавтомобилей (всего 152 танка, САУ и 44 бронеавтомобиля) должны были развить наступление в случае первоначального успеха. Поскольку наступать предполагалось вдоль железной дороги, 55-й армии был придан 71-й отдельный дивизион бронепоездов в составе двух бронепоездов «Сталинец» и «Народный мститель».
Советским войскам на этом участке фронта противостояли части 250-й испанской «Голубой» дивизии общей численностью около 4500 человек при 24 орудиях и 4-я полицейская дивизия СС.

## Боевые действия 10 — 27 февраля 1943 года
10 февраля 1943 года, после двухчасовой артподготовки, в которой участвовало до 1000 орудий и миномётов, ударная группировка 55-й армии начала наступление из района Колпино в двух направлениях — Ульяновки и Мги.
Наступая в направлении Ульяновки, советские войска прорвали оборону противника и к концу дня 10 февраля 63-я гвардейская стрелковая дивизия освободила Красный Бор и взяла станцию Поповку, а 72-я стрелковая дивизия — Старую Мызу. 11 февраля 45-я гвардейская стрелковая дивизия освободила Мишкино. За первые два дня наступления части 55-й армии сумели продвинуться вперед на 5 километров. Для развития успеха в бой была брошена подвижная группа в составе 35-й лыжной и 122-й танковой бригад под общим командованием генерал-майора И. М. Любимцева.
Однако части 250-й испанской дивизии, несмотря на большие потери, сумели закрепиться южнее Красного Бора и по берегу реки Ижоры и, оказывая ожесточённое сопротивление, продержаться до подхода подкреплений. Боевые группы 212-й и 215-й немецких дивизий, усилив оборону, сумели остановить советское наступление на этом направлении.
На левом фланге наступления в направлении Мги к 17 февраля 43-я стрелковая дивизия и 34-я лыжная бригада сумели оттеснить полицейскую дивизию СС на 4 километра к реке Тосна.
Для поддержки наступления 56-я бригада морской пехоты форсировала по льду Неву в районе Ивановского и захватила плацдарм, но другие советские соединения не сумели вовремя поддержать этот успех. После нескольких дней ожесточённых боёв личный состав 56-й бригады погиб почти полностью. Оставшиеся в живых были вынуждены оставить плацдарм.
Немецкое командование сумело оперативно укрепить свою оборону частями 24-й, 11-й, 21-й, 227-й дивизий, 2-й бригады СС и фламандского легиона, и дальнейшего развития наступление 55-й армии на этом направлении не получило.
27 февраля наступление было прекращено. Всего части 55-й армии продвинулись на 4—5 км на участке фронта шириной 14—15 километров. Несмотря на удачное начало наступления, основная задача операции выполнена не была.
Ещё более скромных успехов добилась 54-я армия Волховского фронта, соединившись с которой 55-я армия должна была замкнуть кольцо окружения вокруг мгинско-синявинской группировки противника. Несмотря на привлечение значительных сил и средств (10 стрелковых дивизий, 3 стрелковых бригады, 3 танковых полка, а также артиллерийские и инженерные части — всего более 70 000 человек), части 54-й армии, наступая севернее реки Тигода на 9-километровом участке фронта Макарьевская Пустынь — Смердыня — Кородыня, к 27 февраля сумели продвинуться на 3—4 км на 5-километровом участке фронта и не выполнили поставленную перед ними задачу.

## Корректировка наступательных планов
В директиве № 30057 от 27 февраля 1943 года Ставка Верховного Главнокомандования констатировала, что «проведённые операции Ленинградского и Волховского фронтов не дали ожидаемых результатов». Войскам всех четырёх армий (54-й, 55-й, 67-й и 2-й ударной) было предписано временно прекратить наступление и закрепиться на занимаемых рубежах, а командующим фронтов к 3 марта представить соображения по проведению очередной совместной наступательной операции. Наступление Северо-Западного фронта также достигло лишь локальных успехов.
Несмотря на неудачу, советское командование рассчитывало осуществить план «Полярная Звезда» в марте, но уже с более скромными целями. Согласно плану, Северо-Западный фронт должен был перейти в новое наступление 4 марта в направлении Старой Руссы, а 55-я армия Ленинградского фронта и 8-я армия Волховского фронта — 14 марта с прежней задачей — окружить и уничтожить мгинско-синявинскую группировку противника.
8-я армия должна была прорвать оборону противника на фронте Вороново — Лодва и овладеть районом Сологубовка — Муя, перерезать коммуникации противника и выйти в тыл мгинско-синявинской группировки противника. 55-я армия, наступая из района Красный Бор — Песчанка, должна была развивать наступление в направлении Ульяновки и, овладев Саблино, перерезать железнодорожное и шоссейное сообщение на участке Ульяновка — Мга с последующим развитием удара на Войтолово, где предполагалось соединиться с войсками 8-й армии и замкнуть кольцо окружения.
В начале марта 1943 года из-за резко изменившейся обстановки на южном фасе советско-германского фронта (Третья битва за Харьков) операция «Полярная Звезда» была фактически отменена. Тем не менее, войска Северо-Западного фронта начали наступление 5 марта. Войска Ленинградского и Волховского фронтов не сумели подготовиться к наступлению к 14 марта, в том числе и из-за задержки подвоза боеприпасов, и начало операции было перенесено на 5 дней. К этому моменту войска Северо-Западного фронта, не добившись успеха, уже завершали операцию, которая была окончательно прекращена 17 марта.
В этой ситуации войска Ленинградского и Волховского фронтов, имея мало шансов на успех, начали очередную попытку разгрома мгинско-синявинской группировки противника.

## Ход боевых действий 19 марта — 2 апреля 1943 года
19 марта начала наступление из района Красного Бора в направлении на Ульяновку 55-я армия, в первом эшелоне которой действовали 72-я, 291-я, 123-я, 131-я и 46-я стрелковых дивизий со средствами усиления (в том числе 3 танковые бригады), а также 56-я и 250-я отдельные стрелковые бригады. Задачей второго эшелона армии (189-я, 224-я, 13-я, 268-й стрелковых дивизий, 30-я гвардейская танковая бригада) было наступление на Войтолово и соединение с частями Волховского фронта.
На данном участке фронта оборону держали немецкая 269-я пехотная дивизия, три батальона Фламандского легиона, 2-я пехотная бригада СС при поддержке 24-й пехотной дивизии и 250-й испанской дивизии на флангах.
В начале операции войска 55-й армии сумели прорвать фронт на участке в 6,5 км и продвинуться вперед на 0,5—2,5 км. Развивая наступление, передовые части 268-й стрелковой дивизии при поддержке 55-й стрелковой бригады продвинулись на 8—10 километров и достигли северо-западных окраин Саблино и Ульяновки, но были контратакованы противником и отрезаны от основных сил. 26 марта окружение удалось прорвать и даже продвинуться вглубь ещё на 3 километра, но это был последний успех.
25 марта командование Ленинградским фронтом в Приказе № 0077 «О недостатках в управлении войсками в ходе наступательной операции 55-й армии» оценило промежуточные итоги операции весьма критически:

Военный Совет Ленинградского фронта, оценивая боевые действия частей, входящих в ударную группировку 55-й армии, считает их крайне неудовлетворительными и достигнутые результаты — ничтожными.

В том же приказе командирам и политработникам 55-й армии предписывалось «взять войска в руки» и, несмотря на трудности, «во что бы то ни стало захватить станцию Саблино и посёлок Ульяновка». Подчиняясь приказу, соединения армии до начала апреля неоднократно пытались возобновить наступление, но, всякий раз встречая ожесточённое сопротивление, успеха не достигли.
Одновременно с 55-й армией наступление на Мгу из района южнее Вороново вела и 8-я армия Волховского фронта. После трех дней части 8-й армии прорвали немецкую оборону на участке Вороново — Лодва шириной 8 километров и продвинулись вперед до 2 — 5 километров, а подвижная группа, развивая успех, сумела перерезать железную дорогу Мга — Кириши восточнее платформы Турышино. Однако немецкое командование усилило свою оборону на этом участке фронта, и наступление 8-й армии было остановлено.
2 апреля Ставка Верховного Главнокомандования приказала войскам Ленинградского и Волховского фронтов временно приостановить наступление, «прочно закрепиться на достигнутых позициях и не начинать наступления без специального на то разрешения Ставки».
Таким образом, вторая попытка окружения мгинско-синявинской группировки противника вновь закончилась безрезультатно.

## Итоги операции
В ходе двух наступательных операций в феврале и марте — начале апреля 1943 года войска Ленинградского и Волховского фронтов не сумели окружить и уничтожить мгинско-синявинскую группировку противника и обеспечить прочную железнодорожную связь Ленинграда со страной. Являясь частью этих операций, наступательные действия 55-й армии, несмотря на ряд локальных успехов, также не достигли поставленных целей.
Несмотря на очевидный провал наступления, командующий войсками Ленинградского фронта Л. А. Говоров в своем докладе Верховному главнокомандующему от 1 апреля уже по итогам операции отметил положительный результат боевых действий — «предупреждение готовящегося удара противника на колпинском направлении». Хотя возможность немецкого наступления на этом направлении была более чем сомнительной.
Представитель Ставки Верховного Главнокомандования на Волховском фронте К. Е. Ворошилов, координировавший наступательные действия двух фронтов, в своем докладе И. В. Сталину от 1 апреля был более категоричен в оценке результатов операции, считая, что «оба фронта поставленной перед ними задачи не выполнили» и понесли большие потери вследствие того, что недостаточно хорошо подготовились к операции.

## Потери сторон

### СССР
Официальных данных о потерях советских войск Ленинградского и Волховского фронта в операциях в феврале — начале апреля нет, поэтому потери за этот период можно оценить только приблизительно.
По оценке историка Г. Шигина общие потери советских войск составили более 150 000 человек (из них потери 67-й и 2-й ударной армий в феврале — 55 000 — 57 000 человек, потери 55-й и 54-й армий в феврале — 38 000 — 40 000, потери 8-й и 55-й армий в марте — начале апреля 57 000 — 58 000 человек). Эти данные согласуется с оценкой потерь за тот же период, приведённой историком Д. Гланцем — 150 000 человек (из них 35 000 человек — безвозвратно).

### Германия
Согласно сводным отчетам о потерях штаба армии 18-й немецкой армии за февраль 1943 года общие потери всей армии составили 29448 человек (из них 9632 — безвозвратные потери). Высокие потери понесли 250-я испанская дивизия и полицейская дивизия СС, действовавшие против частей 55-й армии — соответственно 2952 и 2860 убитыми, ранеными и пропавшими без вести. В марте 1943 года интенсивность боев под Ленинградом по-прежнему оставалась высокой и общие потери 18-й армии также были значительными, составив 21242 солдата и офицера (из них безвозвратные потери — 3867).

## Красноборская операция в историографии
Хотя боевые действия 55-й армии в районе Красного Бора в феврале и в марте-апреле 1943 г. в ряде источников именуются как Красноборская операция, в энциклопедических изданиях советского периода её описание отсутствует. Не приведены данные об Красноборской операции и о потерях советских войск в ней и в статистическом исследовании «Россия и СССР в войнах XX века. Потери вооруженных сил». Помимо этого, само название «Красноборская» не вполне точно соответствует целям и задачам операции. Например, в официальном издании министерства обороны СССР «История ордена Ленина Ленинградского военного округа» утверждается, что Красноборская операция была проведена по инициативе Военного совета Ленинградского фронта с целью не допустить восстановление блокады немецкими войсками. О плане окружения мгинско-синявинской группировки противника и о взаимодействии с Волховским фронтом при этом не говорится ничего.
Как следствие, в исторической литературе возникли различные трактовки этих событий и различные именования операций под Ленинградом в начале 1943 года, в том числе и боевых действий 55-й армии в районе Красного Бора.
Так, помимо наименования «Красноборская» встречаются и другие обозначения. Например, Красноборско-Смердынская, Тосненско-Мгинская (совместное наступление с 54-й армией 10-27 февраля), Мгинско-Синявинская, Войтолово-Мгинская (совместное наступление с 8-й армией 19 марта — 2 апреля), где боевые действия 55-й армии показаны как составные части совместных операций двух фронтов. Кроме того, по первоначальному плану Ставки ВГК прорыв блокады был лишь первым этапом масштабного наступления советских войск под Ленинградом, что дает основания ряду историков считать боевые действия советских войск в феврале — начале апреля (в том числе и Красноборскую операцию) продолжением операции «Искра». Как следствие в официальной российской историографии несколько изменилась трактовка этих событий. Так, в третьем томе энциклопедии «Великая Отечественная война 1941—1945 годов», изданном в 2012 году под эгидой Министерства обороны РФ, временные рамки операции «Искра» были расширены до конца февраля 1943 года. При этом операции по окружению мгинско-синявинской группировки противника в феврале и в марте-апреле считаются отдельными операциями (первая обозначается как «Тосненско-Мгинская», вторая — никак не именуется).
Примерно такая же точка зрения приводится и в немецкой исторической литературе, где боевые действия под Ленинградом в январе — апреле 1943 г., именуют состоявшей из трех этапов «Второй битвой у Ладожского озера». При этом, боевые действия 55-й армии в районе Красного Бора являлись составными частями второго и третьего этапа этого сражения — двух неудачных попыток окружить и уничтожить мгинско-синявинскую группировку 18-й немецкой армии (10 — 24 февраля и 19 марта — 4 апреля 1943 года).

### Документы
- Блокада Ленинграда в документах рассекреченных архивов / Под ред. Н. Л. Волковского.. — СПб.: Полигон, 2005. — 766 с.
- Русский архив: Великая Отечественная. Ставка ВГК. Документы и материалы. 1943 год / Под. ред. В. А. Золотарёва. — М.: Терра, 1999. — Т. 16(5-3). — 360 с. — ISBN 5-300-02007-9.
- Потери группы армий «Север» в 1-м полугодии 1943 г. (Национальный архив США).

Директивы Ставки Верховного Главнокомандования
- Директива Ставки ВГК № 30034 от 01.02.1943 г.
- Директива Ставки ВГК № 30057 от 27.02.1943 г.
- Директива Ставки ВГК № 30066 от 07.03.1943 г.
- Директива Ставки ВГК № 30086 от 2.04.1943 г.
- Директива Ставки ВГК № 30087 от 2.04.1943 г.

Приказы по фронтам
- Приказ войскам Ленинградского фронта № 0077 от 25.03.1943 г. (недоступная ссылка)

### Мемуары
- Борщёв С. Н. От Невы до Эльбы. — Л.: Лениздат, 1973. — 438 с.
- Бычевский Б. В. Город — фронт. — Л.: Лениздат, 1967.
- Польман Х. 900 дней боев за Ленинград. Воспоминания немецкого полковника / Пер. А. Нечаева. — М.: Центрполиграф, 2005. — 2006 с. — ISBN 5-9524-1677-2.

### Исторические исследования
- История второй мировой войны 1939—1945 годов. В 12 тт / Под ред. А. А. Гречко. — М.: Воениздат, 1976. — Т. 6.  Коренной перелом в войне. — 520 с.
- История ордена Ленина Ленинградского военного округа / под ред. А.И. Грибкова. — М.: Воениздат, 1974.
- Гланц Д. Битва за Ленинград. 1941—1945 / Пер. У. Сапциной. — М.: Астрель, 2008. — 640 с. — ISBN 978-5-271-21434-9.
- Гланц Д. Блокада Ленинграда. 1941—1944 / Пер. Е. Ламановой. — М.: Центрполиграф, 2009. — 224 с. — ISBN 978-5-9524-4170-5.
- Демидов В. Неудача после победы: Красноборская операция // Санкт-Петербургская панорама. — 1993. — № 4. — С. 22—23.
- Исаев А. В. Когда внезапности уже не было. История ВОВ, которую мы не знали. — М.: Эксмо, 2006. — 496 с. — ISBN 5-699-11949-3.
- Кривошеев Г. Ф. Россия и СССР в войнах XX века. Потери вооруженных сил: Статистическое исследование. — М.: Олма-Пресс, 2001. — 320 с. — ISBN 5-17-024092-9.
- Мощанский И. Б. Прорыв блокады Ленинграда. Эпизоды великой осады. 19 августа 1942 — 30 января 1943 года. — М.: Вече, 2010. — 184 с. — ISBN 978-5-9533-5289-5.
- Сяков Ю. А. Численность и потери германской группы армий «Север» в ходе битвы за Ленинград (1941—1944) // Вопросы истории. — 2008. — № 1.
- Стахов Х. Трагедия на Неве. Неизвестные страницы блокады Ленинграда. 1941-1944 / Пер. Ю.М. Лебедева. — М.: Центрполиграф, 2012. — 382 с. — ISBN 978-5-227-03928-6.
- Шигин Г. А. Битва за Ленинград: крупные операции, «белые пятна», потери / Под ред. Н. Л. Волковского. — СПб.: Полигон, 2004. — 320 с. — ISBN 5-17-024092-9.